# The Look of Silence
|  | Denne artikel er oprettet af botten PalnaBot ud fra en ekstern database. Den kan derfor have sproglige fejl eller mangler. Denne skabelon kan fjernes efter kontrol af indholdet. |

The Look of Silence er en dokumentarfilm fra 2014 instrueret af Joshua Oppenheimer.
Filmen blev i 2015 tildelt en Robert for årets lange dokumentarfilm.

## Handling
Opfølgeren til "The Act of Killing" vender blikket fra bødlen til ofret, så fokus flyttes fra den overordnede politiske arena til det intimt familiære. Gerningsmændene bag det indonesiske folkedrab går stadig frit omkring, men hvor mange og hvilke liv den enkelte gerningsmand har på samvittigheden, vides ikke altid. I "The Look of Silence" identificerer optikeren Adi den mand, som har dræbt hans storebror. Adi, som i embeds medfør kigger folk i øjnene, konfronterer broderens banemænd med deres gerninger, men kæmper samtidig med sig selv: Kan han finde tilgivelsen frem i sit eget hjerte?